# Rubus tabanimontanus
Rubus tabanimontanus är en rosväxtart som beskrevs av Ernst Figert. Rubus tabanimontanus ingår i släktet rubusar, och familjen rosväxter. Inga underarter finns listade i Catalogue of Life.